# Tatjana Kokalj
Tatjana Kokalj, slovenska pisateljica, * 23. julij 1956, Moravče.

## Življenjepis
Tatjana Kokalj se je rodila 23. julija 1956 v Moravčah. Na Pedagoški fakulteti v Ljubljani je diplomirala iz razrednega pouka, na Filozofski fakulteti pa iz slovenščine in pedagogike. Z družino živi v Dobu pri Domžalah, kjer uči na osnovni šoli.
Pisateljica piše knjige za otroke in mladino, sodeluje pri nastajanju učbenikov za osnovno šolo, objavlja v mladinskih revijah in piše strokovne članke s področja vzgoje. 
Pogosto nastopa po različnih slovenskih šolah in knjižnicah v okviru bralne značke. Vključena je tudi v antologije Slovenskih mladinskih pisateljev. 
Je članica Društva slovenskih pisateljev, kjer aktivno sodeluje - je v odboru »Povabimo besedo« ter v odboru za podeljevanje študijskih štipendij.
Leta 2007 se je v okviru založbe Sodobnost International udeležila turneje v ZDA, ki jo je podprlo Ministrstvo za kulturo Republike Slovenije.

## Delo
V njenih delih se pojavljajo teme: domišljija, knjiga, prosti čas, šola  ... Ukvarja se tudi s problemi mladih, z medsebojnimi odnosi mladostnikov, z vzgojo, ipd.
Knjige V polžkovi ulici (2002), Polžki na počitnicah (2003) in Polžki pozimi (2003) so prevedene v hrvaški jezik. Slikanica Miška in veter (2003) (ilustrirala Daša Simčič) je leta (2004) dobila slovensko priznanje Hinka Smrekarja na bienalu ilustracije v Cankarjevem domu. Knjiga Naježene prigode (2003) je bila izbrana kot najbolj primerna slikanica za obdaritev novorojenčkov. Slikanica Polonca in prijatelji (2004) je bila nominirana kot najlepša slikanica. Knjiga Kamen v žepu (2005) je bila leta 2007 nominirana za nagrado desetnica.
V zbornikih Meadow of Secrets in Slovene Writers for Children and Youth, ki ju je izdalo Društvo slovenskih pisateljev s podporo Ministrstva za kulturo Slovenije in Gospodarske zbornice Slovenije] leta (2007), so izšle zgodbe iz njenih knjig Zajec Emil, Vremenske pravljice ter Miška in veter v angleščini.

### Slikanice za predšolske otroke
- Cvetkova gmajnica (2001) (COBISS)
- V polžkovi ulici (2002) (COBISS)
- Počasni pes Muf (2002) (COBISS)
- Miška in veter (2003) (COBISS)
- Naježene prigode (2003) (COBISS)
- Polžki na počitnicah (2003) (COBISS)
- Polžki pozimi (2003) (COBISS)
- Polonca in prijatelji (2004) (COBISS)
- Zajec Dojo (2004) (COBISS)
- O vetru, ki bi rad pel (2005) (COBISS)
- Prigode z repkom (2005) (COBISS)
- Strahovi na obešalniku in druge zgodbe (2005) (COBISS)
- Miška in kamenček (2006) (COBISS)
- Koga ima Neža najraje? (2008) (COBISS)
- Miška in goslice (2008) (COBISS)
- Zajec in rogljiček (2008) (COBISS)
- Deklica na samotni gugalnici (2009]) (COBISS)
- Kdo gre na sprehod v gozd? (2009) (COBISS)
- Lunina pošta (2009) (COBISS)
- Zelena jopica (2009) (COBISS)
- Koga se strah boji? (2010) (COBISS)

### Kratka proza
- Abeceda na potepu (1999) (COBISS)
- V Kužkovi vasi (2000) (COBISS)
- Krastača v nabiralniku ([001) (COBISS)
- Medved Bomi (2006) (COBISS)
- Počitnice z brisačo čez glavo (2006) (COBISS)
- Žaba Mara (2006) (COBISS)
- Zajec Emil (2007) (COBISS)
- Kdo trka na vrata? (2008) (COBISS)
- V deželi pogumnih princes (2008) (COBISS)
- Kje stanujejo knjige? (2009) (COBISS)
- Škripajoča nočna omarica (2009) (COBISS)
- Zajec Emil na počitnicah (2009) (COBISS)
- Gaja in dedek (2009) (COBISS)
- Branimir strašni (2010) (COBISS)
- Teta Cilka (2011) (COBISS)

### Pravljice
- Pravljice iz mišje luknje (2002) (COBISS)
- Slamnati bikec (2002) (COBISS)
- Vremenske pravljice (2002) (COBISS)
- Anja in Matej (2004) (COBISS)
- Pravljice s sivim oblakom na nebu (2006) (COBISS)

### Drama
- Danes nastopamo (1998) (COBISS)

### Roman
- Zmaj na klavirju (2003) (COBISS)
- Kamen v žepu (2005) (COBISS)
- Črepinje v garaži (2007) (COBISS)
- Senca na balkonu (2007) (COBISS)
- Ukradena redovalnica (2007) (COBISS)
- Draga Alina, draga Brina (2008) (COBISS)
- Detektivka Zofija (2009) (COBISS)
- Luža v čevlju (2017) (COBISS)

### Učbeniki
- Moja slovenščina 4 (2004) (COBISS)
- Moja slovenščina 6 (2008) (COBISS)
- Moja slovenščina 5 (2009) (COBISS)
- En korak do čistega okolja (2009) (COBISS)
- Mlinček (2010) (COBISS)
- Mlinček 2 (2011) (COBISS)

### Priročniki za učence
- Besede nagajivke (2002) (COBISS)
- Pisani baloni (2002) (COBISS)
- Črke na vrtiljaku (2003) (COBISS)
- Stonoga in druge zgodbe v slikah (2003) (COBISS)
- Mlinček (2010) (COBISS)

### Priročniki za učitelje
- Sledi do davnih dni (2007) (COBISS)
- Moja slovenščina 5 (2007) (COBISS)
- Moja slovenščina 6 (2008) (COBISS)
- Moja slovenščina 4 (2010) (COBISS)
- Mlinček (2011) (COBISS)